# 4orange
4orange is een Nederlandse datahandelaar en telt circa 15 werknemers. Sinds 2020 is het bedrijf voor 85% in handen van het Amerikaanse marktonderzoeksbureau MarketResponse. 4orange is opgericht in 1991 en is gevestigd in Amsterdam.

## Activiteiten
4orange verzamelt middels specifieke software persoonsdata van Nederlanders en verkoopt deze data aan andere bedrijven en financiële instellingen. De persoonsdata betreffen onder meer informatie over leeftijd, levensfase, opleiding, werk, inkomen, betalingsgedrag, interesses. 

Het bedrijf bezit profielen van grote hoeveelheden Nederlanders op basis van socio-demografische en lifestyle-kenmerken en claimt data van 1,7 miljoen huishoudens, c.q. 7,4 miljoen Nederlanders, te hebben, gebaseerd op 70 kenmerken. 
Persoonsprofielen worden samengesteld zonder medeweten van de betreffende personen en komen tot stand door het koppelen van gegevens van verschillende instanties en bedrijven.

## Privacybescherming
4orange is lid van de brancheorganisatie DDMA die voor de privacybescherming codes heeft opgesteld voor haar leden.